# هواز
هواز قرية سوريّة تتبع إداريّاً لمحافظة حلب منطقة السفيرة ناحية خناصر، بلغ تعداد سكانها 2,415 نسمة حسب التعداد السكاني لعام 2004.